# Bianca (cantora)
Bianca, cujo nome de batismo é Cleide Domingues Franco (Ituiutaba, 1964), é uma cantora brasileira. Com uma carreira fugaz, foi um dos fenômenos das rádios no início dos anos 80 e se tornou ícone de uma geração de jovens pós-ditadura militar.
Aos catorze anos, em 1978, Bianca despontou para o sucesso com um compacto simples que trazia as músicas Os Tempos Mudaram (O Que Me Importa) e Vou pra Casa Rever os Meus Pais (versão de A Little More Love, originalmente gravada por Olivia Newton-John).[carece de fontes?] Posteriormente, vieram outras baladas de sucesso, como Minha Amiga e Agora Chega, composta de versões que revezavam com o repertório autoral de Cléo Galante.
As canções apresentavam muitas gírias da moda como "fossa", "careta" e "grilos", eram geralmente cheias de romantismo ao estilo dos Beatles e vinham apimentadas com todo um sentimento de rebeldia movida por uma crise existencial.

## Carreira

### Anos 70
Antes de despontar para o sucesso, Bianca foi crooner de uma banda jovem em sua cidade natal. Numa de suas apresentações, teve a oportunidade de ser assistida pelo cantor e compositor Cléo Galante, que ao vê-la cantando com uma guitarra à tiracolo, não hesitou em investir na sua ida para São Paulo e apresentá-la aos investidores da gravadora RGE, onde foi imediatamente contratada. O produtor Reinaldo B. Brito (Camisa de Vênus, Engenheiros do Hawaii) sugeriu o pseudônimo "Bianca" tendo em vista que o seu verdadeiro nome, Cleide, não soava comercial nem tinha apelo artístico.
O visual da cantora foi uma ideia do próprio Galante, que se inspirou na musa do cinema francês naquela época, a atriz Maria Schneider, consagrada por Último Tango em Paris de 1972, cuja cabeleira e rosto mostravam incríveis semelhanças com os da cantora. O pseudônimo, por sua vez, havia sido inspirado na mulher de Mick Jagger, Bianca, também outra musa da contracultura da década (não por coincidência, a primeira canção Os Tempos Mudaram teria muitas afinidades de acordes com Satisfaction, dos Rolling Stones). A presença da guitarra foi imprescindível para a composição do visual rock’n’roll que lhe renderia o título de "a roqueira do Brasil" nos primeiros anos.
Em março de 1979, saiu o EP da música Os Tempos Mudaram, composta especialmente por Cléo. Para o lado B, foi sugerida Viva o Robot (Luigi Albertelli, Vince Tempera, Ares Tavolazzi, traduzida por Toninho Paladino), do grupo italiano Actarus e tema oficial do anime "UFO Robot Grendizer", do estúdio de animação japonesa Toei entre 1975 e 1977. Meses depois, outra prensagem do EP substituiu Viva o Robot pela versão Vou pra Casa Rever os Meus Pais, assinada por Cléo, que passa a ser o carro-chefe de sua carreira.
Em 19 de agosto, foi apresentada por Flávio Cavalcanti como um ícone da nova geração do rock, ao lado de Djavan e Dicró. Em 23 de outubro, foi ovacionada por mais de cinco mil pessoas no evento denominado "Parada do Povo", ocorrido no Palácio dos Esportes em Natal para o grupo de artistas que a RGE levou à convite da Rádio Poti. Bianca dividiu o palco com Chrystian, Carlos Alexandre, Patrick Dimon e Gilliard. Na mesma semana, o "Diário de Natal" apontou que Bianca, "com uma música com o refrão "O que me importa", nos faz "entender que é de outra geração e os tabus não devem existir mais, sobretudo porque "desperta o outro lado do povo, o lado responsável". O crítico e tradutor Claudio S. Carina não se apresentou menos sucinto ao dizer que vendo-a "um pouco mais pretensiosa em suas letras, tendendo mais ao bom e velho rock'n'roll, e arriscando um esboço de crônica de seu tempo e sua geração, a cantora Bianca aparece logo a seguir, com 200 mil exemplares vendidos de seu compacto Os Tempos Mudaram (RGE)."

### Anos 80
Em maio de 1980, com seu primeiro disco de vinil, conquistou elogios da crítica e popularidade principalmente entre o público jovem. Com seu repentino sucesso, Bianca era presença constante numa série de programas de auditório como Discoteca do Chacrinha, Almoço com as Estrelas, Programa Silvio Santos, Programa Carlos Imperial, Clube do Bolinha,  Programa Geração 80 na Rede Globo, apresentado por Kadu Moliterno e no Globo de Ouro, além das mais diversas aparições em revistas e fotonovelas. A música Tudo Dava Certo, que não saiu em LP oficial, foi selecionada entre as quatorze faixas do LP Disco do Povo, coletânea que a pôs entre artistas renomados como Sidney Magal, Claudia Telles, Sérgio Mallandro, Trio Los Angeles, Amado Batista, Odair José e Harmony Cats.
Bianca, numa entrevista concedida ao jornalista Aramis Millarch em 1979, revelou que a sua grande motivação para a música surgiu de acompanhar estrelas nacionais como Elis Regina, Maria Bethânia e Ney Matogrosso. Como era de se esperar, apesar de todo o aparato que envolvia o "produto comercial Bianca", a cantora ainda adolescente, de origem simples e estudante no Polivalente (Escola Estadual Antônio Souza Martins) de Ituiutaba, conservava muito de sua inocência: não tinha namorado e era fã confessa de gibis. As pressões de sua carreira precoce parecem ter sido um dos motivos de seu sucesso meteórico, intenso, mas de pouca duração.

## Segundo LP
Em 11 de agosto de 1983, o jornal "Luta Democrática" noticiava que a cantora Bianca, embora estivesse sem se apresentar no Rio e em São Paulo há bastante tempo, continuava fazendo tremendo sucesso no resto do Brasil, principalmente na região norte. Naquele mesmo ano, em setembro, o mesmo jornal trouxe em primeira mão que o segundo disco de Bianca traria como carro-chefe a música Vai Chegar o Dia, de autoria de Cléo, escolhida previamente pela RGE. O single veio a sair naquele mesmo mês, no dia 30. Nessa mesma época, chegou a mudar radicalmente o visual, cortando os longos cabelos encaracolados para obter ainda mais um ar de rebeldia.
Em fevereiro de 1984, a música Correndo na Chuva entrou para as paradas de sucesso no eixo São Paulo, Rio e Salvador, como promessa subsequente, sendo que o segundo disco ainda nem havia sido lançado. Havia uma expectativa em torno da situação, que poderia conter o declínio da sua popularidade na região sudeste do país. Entretanto, a RGE arquivou o material e Bianca definitivamente se desligou da gravadora.
Dois anos depois, em 1986, a cantora reapareceu para divulgar o lançamento de um novo compacto pelo selo Copacabana intitulado por "Bianca", e passou a divulgar modestamente a sua versão Amor de Verão, feita a partir do sucesso da cantora Pat Benatar numa parceria com Hermínio dos Santos. Em entrevista concedida ao jornal "Luta Democrática", Bianca afirmou que ficou afastada da música durante dois anos para se dedicar novamente aos estudos e cursar o colegial, com pretensões de seguir a faculdade de Direito.
Somente em meados de 1993, Bianca reapareceria como uma promessa da música sertaneja, em seu segundo LP com o sugestivo título A Volta, música-tema composta por Miro Alves em parceria com J. Ferreira Filho. A música Sempre Fui Você, de autoria da própria Bianca com Antonio Luis, saiu num compacto invendável distribuído pela gravadora Nova Tri Som às principais rádios do interior de São Paulo.

## Desaparecimento
Muito se especulou sobre o paradeiro de Bianca desde o seu desaparecimento da cena musical em 1994. O total anonimato da cantora gerou uma série de boatos sobre possível suicídio ou overdose em decorrência do consumo de drogas. Em 21 de dezembro de 2008, um membro da família afirmou que "ao contrário do que disseram, que Bianca morreu de overdose anos atrás, ela está viva e mora em uma cidade do interior do Ceará, chamada Piquet Carneiro, casada e é integrante de uma banda de forró (Destak do forró)."
Em 14 de março de 2014, o ex-baterista Leudinho Viana postou uma foto datada dos anos 2000, em seu perfil na rede social Facebook, onde o músico Jose Junior Sanfoneiro confirma em se tratar de Bianca e agradecendo o fato de ambos terem trabalhado juntos. Na imagem Bianca adota um visual loiro e de cabelos longos.
Como não há nada oficial, o destino da cantora permanece ainda como um intrigante mistério para a sua antiga legião de fãs e admiradores.

## Discografia
Álbuns de estúdio
| Ano  | Album   | Detalhes                                                                          | Singles |
| ---- | ------- | --------------------------------------------------------------------------------- | --- |
| 1980 | Bianca  | - Lançamento: 12 de maio de 1980 - Gravadora: RGE (303.0067) - Formato(s): LP, K7 | 1. "Vou pra Casa Rever os Meus Pais" 2. "Os Tempos Mudaram (O Que Me Importa)" 3. "Sou Livre (Agora Chega)" 4. "Minha Maneira (Não Suporto Mais)" 5. "Minha Amiga" 6. "Comentário à Respeito de John" |
| 1993 | A Volta | - Lançamento: 1993 - Gravadora: Nova Tri Som (B187) - Formato(s): LP              | 1. "Sempre Fui Você" 2. "Amor dos Meus Sonhos" 3. "Cama Fria" |

Compactos
| Ano  | Album                                               | Detalhes                                                                         | Singles                                                                                   |
| ---- | --------------------------------------------------- | -------------------------------------------------------------------------------- | ----------------------------------------------------------------------------------------- |
| 1978 | Os Tempos Mudaram / Vou pra Casa Rever os Meus Pais | - Lançamento: 1978 - Gravadora: RGE Discos (301.0208) - Formato: EP              | 1. Os Tempos Mudaram (O Que Me Importa) 2. Vou pra Casa Rever os Meus Pais                |
| 1978 | Os Tempos Mudaram / Viva o Robot                    | - Lançamento: 1978 - Gravadora: RGE Discos (301.0208) - Formato: EP              | 1. Os Tempos Mudaram (O Que Me Importa) 2. Viva o Robot                                   |
| 1980 | Faz de Conta / Tudo Dava Certo                      | - Lançamento: 1980 - Gravadora: RGE (301.6061) - Formato: EP                     | 1. Faz de Conta 2. Tudo Dava Certo                                                        |
| 1980 | Sou Livre / Minha Maneira                           | - Lançamento: 1980 - Gravadora: RGE (301.0266) - Formato: EP                     | 1. Sou Livre (Agora Chega) 2. Minha Maneira (Não Suporto Mais)                            |
| 1980 | Minha Maneira / Minha Amiga / Sou Livre / Oh Susie  | - Lançamento: 1980 - Gravadora: RGE (CD-005/80) - Formato: EP                    | 1. Minha Maneira (Não Suporto Mais) 2. Minha Amiga 3. Sou Livre (Agora Chega) 4. Oh Susie |
| 1981 | Minha Amiga / Comentário à Respeito de John         | - Lançamento: 1981 - Gravadora: RGE (301.6012) - Formato: EP                     | 1. Minha Amiga 2. Comentário à Respeito de John                                           |
| 1983 | Vai Chegar o Dia / Correndo da Chuva                | - Lançamento: 30 de setembro de 1983 - Gravadora: RGE (301.6092) - Formato: EP   | 1. Vai Chegar o Dia 2. Correndo da Chuva                                                  |
| 1986 | Bianca                                              | - Lançamento: 26 de agosto de 1986 - Gravadora: Copacabana (2.167) - Formato: EP | 1. Alguma Coisa (Tempo Pra Sonhar) 2. Amor de Verão (Fire And Ice)                        |
| 1993 | Sempre Fui Você                                     | - Lançamento: 1993 - Gravadora: Nova Tri Som - Formato: EP                       | 1. Sempre Fui Você 2. Amor dos Meus Sonhos                                                |